# Ribeira de Pena
Ribeira de Pena là một huyện thuộc tỉnh Vila Real, Bồ Đào Nha. Huyện này có diện tích 217 km², dân số thời điểm năm 2001 là 7412 người.